# Крохотная саламандра
Крохотная саламандра (лат. Desmognathus wrighti) — вид хвостатых амфибий рода Тёмные саламандры (Desmognathus) семейства Безлёгочные саламандры (Plethodontidae). Видовое латинское название дано в честь американского биолога Джорджа Райта (1904—1936).
Общая длина достигает 3,5—5 см. Голова короткая, морда закруглённая. Туловище стройное, длинное. Длина хвоста меньше длины туловища. Окраска светло-коричневая, коричнево-бронзовая, кирпично-жёлтая с тёмно-коричневым пигментом на спине и перевёрнутой буквой «V». От глаза к челюсти тянется светлая полоса.
Любит лесистые и горные местности. Встречается на высоте от 762 до 2012 метров над уровнем моря. Прячется в листве. Активна в сумерках. Питается мелкими беспозвоночными.
Самка откладывает в опавшие листья 8—9 яиц.
Вид распространён в США (штаты Северная и Южная Каролина, Теннесси, Джорджия).